# Napóleoni heraldika
A napóleoni heraldika mesterséges címertani rendszer a címerek rangfokozatok szerinti besorolására. 
I. Napóleon francia császár elrendelte, hogy a fejedelmek (princes grands dignitaires) címerében pajzsfő kék legyen, arany méhekkel beszőve; a hercegek (duc) pajzsfője vörös legyen ezüst csillagokkal kiverve; katonai rangban levő grófokéban ezüst 
kard legyen, cölöpösen, az érseki rangban álló grófokéban kereszt, a meghatalmazott miniszter-grófokéban ezüst oroszlánfej stb.